# Ynglismus
Ynglismus (Инглии́зм, Ingliízm), institutionell bekannt als die Alte-Russische Ynglistische Kirche der Orthodoxen Alt-Gläubigen–Ynglinger (Древнерусская Инглиистическая Церковь Православных Староверов–Инглингов, Drevnerusskaya Ingliisticheskaya Tserkov' Pravoslavnykh Staroverov–Inglingov) ist eine Richtung der Rodnoverei-Bewegung, die von Alexander Hinevich in den frühen 1990er Jahren in Omsk, Sibirien gegründet wurde. Die Kirche konzentriert sich der finnischen Religionswissenschaftlerin Kaarina Aitamurto zufolge auf esoterische Lehren.